# Slavonski bećari
Slavonski bećari bili su hrvatski tamburaški sastav koji je djelovao od 1971. do 2011. godine.

## Povijest
Godine 1971. iz Velikog tamburaškog orkestra Radio Osijeka Antun Nikolić Tuca je formirao tamburaški sastav Slavonski bećari, koji pod njegovim vodstvom djeluje do 2011. Tijekom 40 godina uspješnoga djelovanja bilježe nebrojene nastupe i mnoga putovanja po cijelom svijetu (16 puta SAD i Kanada, dva puta Australija te većina europskih zemalja). Objavili su 4 singla i 11 LP studijskih albuma, 7 kompilacija, 35 festivalskih izdanja, 532 u HUZIP-u registrirana televizijska nastupa. Ostvarili su suradnje s renomiranim pjevačima u zemlji i inozemstvu i osvojili mnoge međunarodne nagrade i priznanja.
U prvoj postavi su svirala tri brata: Antun Nikolić Tuca - prim, Ilija Nikolić - brač, Luka Nikolić - bugarija, zatim Zvonko Batistuta - berda, Jašo Lakatoš - brač, Mirjana Primorac - vokal i Krunoslav Kićo Slabinac - pjevač. U ovoj postavi su uz Krunoslava Kiću Slabinca kao pjevači nastupali i Blaženka i Pero Nikolin.

### Članovi
- Antun Nikolić Tuca - bisernica
- Krunoslav Kićo Slabinac - vokal
- Luka Nikolić - bugarija
- Ilija Nikolić - brač
- Zvonko Batistuta - berda
- Jašo Lakatoš - brač
- Rudolf Ergotić - prim
- Ljubomir Franc - berda, čelo
- Branko Helajz - brač
- Blaženka Nikolin – vokal
- Pero Nikolin – vokal
- Mirjana Primorac – vokal
- Šima Jovanovac - vokal
- Miroslav Škoro - vokal
- Željko Barba - vokal, brač
- Žarko Herceg - berda
- Damir Plačko - bugarija
- Željko Lončarić Žec - brač, vokal
- Marta Nikolin – vokal
- Viktorija Kulišić Đenka - vokal
- Robert Kudeljnjak - brač
- Matko Vučković - bugarija
- Željko Ergotić - brač
- Krunoslav Celing – berda
- Mario Nikolić - brač, vokal
- Boris Kiraly - bugarija, prateći vokal
- Igor Milić - berda, prateći vokal
- Dejan Borota - brač
- Dalibor Stanarević - brač, prateći vokal
- Ivan Rusan – bisernica
- Goran Rusan – vokal, brač
- Damir Liović – berda
- Vlatko Šmit – brač
- Ivan Ličanin - bisernica
- Damir Čorković - brač
- Dario Zetović – bugarija
- Ivan Bobinac – vokal, brač
- Denis Pendić – berda

## Diskografija

### Studijski albumi
- 1973. Krunoslav Kićo Slabinac i Slavonski bećari ‎– Bećarac (aranžman A. Nikolić)[1]
- 1974. Krunoslav Kićo Slabinac i Slavonski bećari ‎– Kad čujem tambure / Lijepa moja Slavonija (aranžman A. Nikolić)[2]
- 1975. Krunoslav Kićo Slabinac, Slavonski bećari i Tamburaški orkestar Radio Osijeka ‎– Hej, bećari (dirigent i aranžer A. Nikolić)[3]
- 1979. Krunoslav Kićo Slabinac ‎– Seoska sam lola (aranžman A. Nikolić, K. Slabinac)[4]
- 1984. Krunoslav Kićo Slabinac uz tamburaški Sastav Slavonski bećari pod Vodstvom Antuna Nikolića Tuce ‎– Svatovac / Svi se momci oženiše (aranžman P. Nikolin i A. Nikolić)[5]
- 1982. Ansambl Slavonski bećari ‎– Hrvatske Božićne pjesme (aranžman A. Nikolić)[6]
- 1983. Slavonski bećari i Mirjana Primorac ‎– Ljubila sam crno oko (obrada, aranžman i glazbena produkcija A. Nikolić)[7]
- 1985. Fabijan Šovagović i Slavonski bećari - Pokraj Karašice (glazbeni urednik i aranžer A. Nikolić)[8]
- Šima Jovanovac i Slavonski bećari ‎– Stari Graničari / Pjevat će Slavonija (aranžman A. Nikolić)[9]
- 1986. Slavonski bećari -  Zaplešimo uz tambure (glazbena produkcija i aranžman A. Nikolić)[10]
- 1988. Slavonski bećari, Mirjana Primorac, Miroslav Škoro i Zdenko Nikšić (aranžman A. Nikolić)[11]
- 1992. Ansambl Antuna Nikolića Tuce Slavonski bećari ‎– Neće snaša tamburaša (glazbena produkcija i aranžman A. Nikolić)[12]
- 1995. Ansambl Antuna Nikolića Tuce Slavonski bećari (aranžer i autor pojedinih pjesama i A. Nikolić)[13]
- 1998. Slavonski bećari ‎– Baš je bila luda godina (aranžer i autor pojedinih pjesama A. Nikolić)[14]
- 2003. Slavonski bećari - Narodne Božićne pjesme (aranžman A. Nikolić)[15]

### Kompilacije
- Tamburaški spomenar - 120 originalnih hitova; Razni izvođači (Crne oči dobro vide, Razigrana Šokadija, Snaša, Ej, tamburo, Tebi sam dala sve, Preko Drave skela vozi, Najlipše su cure u Daražu)[16]
- Sretan Božić - 120 originalnih hitova; Razni izvođači (Veselje ti navješćujem)[17]
- Šokačke pisme; Razni izvođači (Bećarina)[18]
- Zlatna kolekcija - Božić dolazi; Razni izvođači (Oj, djetešce moje drago)[19]
- Pjevat će Slavonija; Razni izvođači (Slavonijo)[20]
- Ej, tamburo - sve najbolje 2; Razni izvođači (Kad čujem tambure)[21]
- Najljepše Božićne pjesme; Razni izvođači (Tri kralja)[22]

### Festivali

#### Brodfest
- 1994. – "Za tebe pjevam"[23]
- 1995. - "Pjevaj mi pjevaj, sokole"[24]
- 1996. – "Hrvati će Baranju imati"[25]
- 1997. - "Vukovaru, srećo, dobar dan"[26]
- 1998. – "Sveta Kata, snig za vrata"[27]
- 1999. – "Kućo moja na pol' šora"[28]
- 2000. – "Najlipše su cure u Daražu"[29]
- 2001. – "Dođi, diko, na šokačko sijelo"[30]
- 2003. – "Vatra ivanjska"[31]
- 2004. – "Lovačka himna"[32]
- 2005. – "Ej ravnico, moja mati"[33]
- 2007. – "Oj, djetešce moje drago"[34]

#### Požeški festival Zlatne žice Slavonije
- 1992.  - "Rastaju se stari tamburaši"[35]
- 1992. - "Snaša"[36]
- 1993. - "Razigrana Šokadija"[37]
- 1994. - "Znam da nisam neki pjesnik"[38]
- 1995. - "Kad bi bila istina"[39]
- 1996. – "Kapo moja poderana"[40]
- 1997. – "Otac mi je stari tamburaš"[41]
- 1998. – "Pokid'o sam na biciklu žbice"[42]
- 2001. – "Da se meni još jedanput roditi"[43]
- 2005. – "Nikad nismo bolje pili"[44]

#### Pjesme Podravine i Podravlja Pitomača
- 1995. - "Gospa od Aljmaša"[45]
- 1995. - "Podravski zet"[46]
- 1998. – "Prve ljubavi"[47]
- 1999. – "Kuca srce Slavonije"[48]
- 2000. – "Samo pjevaj"[49]
- 2001. – "Bećarska krv"[50]
- 2002. – "Baranjska rujna zoro"[51]
- 2004. – "Pala Drava Dunavu u zagrljaj"[52]
- 2005. – "Zavirih ja u tvoje srdašce"[53]
- 2007. – "Bećarski život"[54]
- 2009. – "Teci, Dravo"[55]
- 2011. - "Preko Drave skela vozi"[56]

#### Bonofest
- 2009. - "Sveti Antune"[57]

### Popis pjesama izdanih na nosačima zvuka
| - 1. Bećarac - 2. Zora rudi, dan se bijeli - 3. Svi se moji oženiše - 4. Slavonijo, zemljo plemenita - 5. Kad čujem tambure - 6. Lijepa moja Slavonija - 7. Hej, Bećari - 8. Ne plači, draga - 9. Gori lampa na srid Vinkovaca - 10. Crne oči dobro vide - 11. Peče čiča rakiju - 12. Svekrva - 13. Slavonsko kolo - 14. Zora rudi - 15. Tekla voda Karašica - 16. Našim šorom jagodo - 17. Digni, Kajo, kraj od šlingeraja - 18. Vesela je Šokadija - 19. Seoska sam lola - 20. Kiša pada rosna trava - 21. Škripi đeram - 22. Kabanica i šeksera - 23. Oj curice sil dil daj - 24. Tandora - 25. Sinoć bila misečina - 26. Čija frula ovim šorom svira - 27. Golubice bijela - 28. Lipo ti je rano uraniti - 29. Čija kola klepeću sokakom - 30. Alaj volim u kolu igrati | - 31. Svatovac - 32. Svi se momci oženiše - 33. Pokraj Drave-Ančice bančice - 34. Kad bi ove ruže male - 35. Aoj, nema staze u nasem šljiviku - 36. Da je višnja ko trešnja - 37. Oj, lolo moja - 38. Žalim te, momče - 39. Zavrzanac - 40. Ljubila sam crno oko - 41. I sinoć sam mila majko - 42. Pletenice od uva do uva - 43. Ej, lolo - 44. Procvala je lipa i topola - 45. Meni nana za mog diku brani - 46. Pokraj Karašice - 47. Dunav, Sava, Drava - 48. Ova naša livada - 49. Oj, savice - 50. Golubice bijela - 51. Bećarac - 52. Oj, sokole - 53. Da se povezemo - 54. Predite prelje, vezite velje - 55. Lipu Kaju izvedoše - 56. Stari graničari - 57. Pjevat će Slavonija - 58. Slavonijo - 59. Jedan dan života - 60. Elena | - 61. Dečko, ajde oladi - 62. Plavi podrum - 63. Hej, momci mladi-Čokolada - 64. Splet valcera - 65. Falile se Kaštelanke-Samoborci - 66. Ljetu je mome kraj - 67. Čekala je majka sina - 68. Bolje biti pijan nego star - 69. Igrajmo Sirtaki - 70. Imam diku - 71. Logovac - 72. Moja tambura - 73. Mjesec lola - 74. Pjevaj m,i sokole - 75. Ni bećari više nisu - 76. Rukavice - 77. Moj labude - 78. Ljiljane moj bijeli - 79. Bila je tako lijepa - 80. Mi imamos mnogos problemos - 81. Laku noć, gitaro - 82. Umire prva ljubav - 83. Snaša - 84. Ej, tamburo - 85. Kad zapivam lagani bećarac - 86. Bećarsko srce - 87. Bećarac - 88. Istinu svijetu o Baranji reci - 89. Ja ću se vratiti - 90. Kormoran | - 91. Slavonijo, nemoj plakati - 92. Gospa od Aljmaša - 93. Hrvati će Baranju imati - 94. Za tebe pjevam - 95. Moram se vratiti - 96. Dora - 97. Podravski zet - 98. Tebi sam dala sve - 99. Znam da nisam neki pjesnik - 100. Matija birtaš - 101. Ružmarinka - 102. Logovac-kolo - 103. Baš je bila luda godina - 104. Jednoga jutra čim stigo' doma - 105. Željan sam ljubavi - 106. Otac mi je stari tamburaš - 107. Vukovaru, srećo, dobar dan - 108. Kapo moja poderana - 109. Imao sam 7 žena - 110. Gdje je ljubav tu si ti - 111. Podravinu ne diraj - 112. Vidio sam snašu na salašu - 113. Splet kola iz Slavonije - 114. Radujte se, narodi - 115. Svima na zemlji - 116. U to vrijeme godišta - 117. Veselje ti navješćujem - 118. Djetešce nam se rodilo - 119. Oj, djetešce moje drago - 120. O, pastiri čudo novo | - 121. Tiha noć - 122. Danas se čuje - 123. Sklopi blage očice - 124. Tri kralja - 125. Narodi nam se - 126. Rastaju se stari tamburaši - 127. Razigrana Šokadija - 128. Kad bi bila istina - 129. Pokid'o sam na biciklu žbice - 130. Sveta Kata snig za vrata - 131. Prve ljubavi - 132. Kuco moja na pol' sora - 133. Kuca srce Slavonije - 134. Najlipše su cure u Daražu - 135. Samo pjevaj - 136. Dođi diko na šokačko sijelo - 137. Bećarska krv - 138. Da se meni još jedanput roditi - 139. Baranjska rujna zoro - 140. Vatra ivanjska - 141. Lovačka himna - 142. Pala Drava Dunavu u zagrljaj - 143. Ej, ravnico, moja mati - 144. Zavirih ja u tvoje srdašce - 145. Nikad nismo bolje pili - 146. Bećarski život - 147. Teci, Dravo - 148. Sveti Antune - 149. Srce Valpovštine - 150. Preko Drave skela vozi - 151. Bećarina |

## Vanjske poveznice
- Slavonski bećari i Mirjana Primorac - "Slavonijo", nastup u emisiji "90 godina Šokadije u Zagrebu"
- Slavonski bećari - spot pjesme milenija "Vukovaru, srećo, dobar dan"
- Slavonski bećari - spot pjesme "Sveta Kata bit će snig za vrata"
- Slavonski bećari - spot pjesme "Kućo moja na pol šora"